# Tot sticle
Tot sticle este un film românesc din 1982 regizat de Mihai Bădică.

## Credite
- Imaginea: Constantin Iscrulescu
- Redactor: Ludmila Patlanjoglu
- Animația: Mihai Bădică, Melania Bănescu, Brîndușa Chițu
- Montajul: Elisabeta Vasilescu
- Voce: Mihai Mălaimare
- Machetist: Dumitru Tudorache
- Sunet: Erica Nemescu
- Productia: Elena Cetâțeanu
- Regie: Mihai Bădică